# District du Kameng occidental
Le district du Kameng occidental est un des 16 districts de l'Arunachal Pradesh.
Sa population était de 87 013 habitants en 2011. Il s'étend sur 7 422 km2.
Son chef-lieu est la ville de Bomdila.

## Tourisme
Le sanctuaire d'orchidées de Tipi abrite des milliers d'espèces d'orchidées.